# Furacão Cindy (1959)
O furacão Cindy afetou as Carolinas, os estados do Médio Atlântico, a Nova Inglaterra e as Províncias Marítimas do Canadá durante a temporada de furacões no Atlântico de 1959 . A terceira tempestade da temporada, Cindy, originou-se de uma área de baixa pressão associada a uma frente fria localizada a leste do norte da Flórida. A baixa evoluiu para uma depressão tropical em 5 de julho, enquanto seguia para o norte-nordeste, e se tornou a tempestade tropical Cindy no dia seguinte. Cindy virou para o oeste por causa de uma área de alta pressão posicionada ao norte, e se intensificou ainda mais em um furacão fraco na costa das Carolinas em 8 de julho. No início de 9 de julho, Cindy atingiu a costa perto de McClellanville, Carolina do Sul, e fez uma nova curva para o nordeste ao longo da Fall Line como uma depressão tropical. Ele reentrou no Atlântico em 10 de julho, rapidamente se fortalecendo em uma tempestade tropical enquanto começava a se mover mais rápido. Em 11 de julho, Cindy passou por Cape Cod, enquanto vários outros sistemas climáticos ajudaram a tempestade a manter a sua intensidade . Cindy fez a transição para um ciclone extratropical em 12 de julho, quando se aproximou das províncias marítimas canadenses .
O dano estrutural geral de Cindy foi mínimo. Um motorista morreu em Georgetown, Carolina do Sul, após colidir com uma árvore caída, e cinco mortes indiretas foram causadas por más condições das estradas causadas pela tempestade na Nova Inglaterra. Muitas áreas sofreram fortes chuvas e vários milhares de pessoas foram evacuadas. Além de ramos de árvores quebrados, janelas quebradas e apagões, poucos danos ocorreram. Cindy trouxe um total de onze tornados com ele, dos quais dois causaram danos menores na Carolina do Norte. As chuvas mais fortes ocorreram no centro-norte da Carolina do Sul, onde as chuvas somaram 9,79 polegadas (249 mm). As marés variaram de 1 a 4 pés (0,30 a 1,2 m) acima do normal ao longo da costa. Como as condições semelhantes às da seca estavam presentes nas Carolinas na época, as chuvas produzidas pelo furacão Cindy na área foram benéficas. Depois de se tornar extratropical nas Marítimas canadenses, o ciclone produziu fortes chuvas e ventos fortes que afundaram um navio. Os danos causados por Cindy foram estimados em $ 75.000 (1959 USD).

## História meteorológica
As origens de Cindy podem ser atribuídas a um aprofundamento da área de baixa pressão que se originou dos Grandes Lagos quando uma frente fria relacionada viajou para o sudeste e se tornou estacionária sobre o Atlântico, estendendo-se do norte da Flórida às Bermudas . Em 5 de julho, a frente gerou um núcleo frio de corte separado na costa das Carolinas . Este cenário complexo resultou na formação de uma depressão tropical no final do dia, que vagarosamente serpenteava na direção norte-nordeste. Os ciclones tropicais dessa origem normalmente permanecem em um tamanho pequeno e evoluem lentamente, e Cindy obedeceu a esse padrão.
A convecção começou a aumentar em 6 de julho, apoiada na base de que muitos aguaceiros foram observados ao norte da depressão. Um anticiclone - uma grande massa de ar girando no sentido horário - intensificou-se nas vizinhanças da depressão, resultando em um gradiente de pressão mais apertado e ventos crescentes ao norte do centro da depressão. A depressão se intensificou na tempestade tropical Cindy no início de 7 de julho, e um voo de reconhecimento na tempestade no final da tarde observou ventos máximos sustentados de 60-65   mph (95–100 km/h) e uma pressão mínima de 997 mbar ( hPa ; 29,44 inHg).  Cindy começou a fazer uma curva para oeste no final de 7 de julho quando atingiu o pico de intensidade, com uma pressão central mínima de 996   mbar (hPa; 29,41   inHg), e derivou para oeste no início de 8 de julho como resultado de uma superfície em maturação bem ao norte. A intensificação constante continuou ao longo do dia, e a tempestade atingiu o status de furacão durante a manhã de 8 de julho.
Aproximadamente às 2:45 UTC em 9 de julho o furacão atingiu a costa perto de McClellanville, na Carolina do Sul . Pouco depois, Cindy começou a curvar-se novamente para noroeste ao longo da Linha de Queda, e finalmente enfraqueceu para uma depressão tropical. A depressão mudou abruptamente para leste-nordeste sobre a Carolina do Norte durante as horas da tarde de 9 de julho. Cindy então começou a acelerar enquanto fazia uma ligeira curva em direção ao nordeste e, eventualmente, recuperou o status de tempestade tropical no final de 10 de julho quando emergiu no Atlântico. Cindy raspou a borda sul da Península de Delmarva, perto da foz da Baía de Chesapeake, aproximadamente às 00:00 UTC em 11 de julho, e mudou-se rapidamente para o nordeste durante o dia. Cindy passou por Cape Cod perto do meio da manhã de 11 de julho, durante a qual uma série de depressões de ondas curtas passaram perto da tempestade, produzindo um fluxo de alto nível que ajudou Cindy a manter a intensidade. Mais tarde, em 11 de julho, Cindy mudou-se para a costa em New Brunswick e atingiu a ilha do Príncipe Eduardo no dia seguinte. A tempestade posteriormente se deslocou sobre Quebec e Labrador, onde se transformou em um ciclone extratropical .

## Preparações e impacto

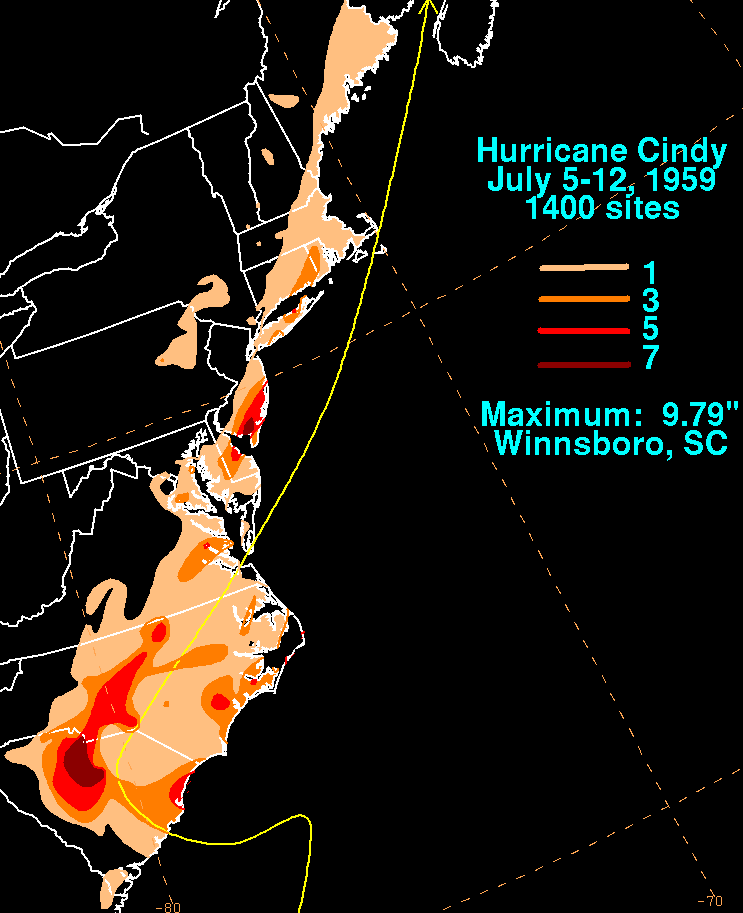
Precipitação produzida pelo furacão Cindy

Cindy provocou um alerta de furacão e avisos de vendaval para áreas que se estendem de Cape Hatteras, Carolina do Norte, a Charleston, Carolina do Sul, e um alerta de furacão para áreas entre Beaufort e Georgetown, Carolina do Sul, em 8 de julho. Um alerta preliminar foi emitido para áreas navais e marinhas nas Carolinas de Norfolk, Virginia . Previsões especiais do escritório do Weather Bureau em Columbia, Carolina do Sul foram ativadas no rádio às 16:50 UTC em 8 de julho. Vários milhares de pessoas evacuaram em áreas da Carolina do Sul, incluindo Folly Beach, Ilha Sullivan, Ilha de Palms e Ilha Pawleys. A emissão de uma previsão de inundação de emergência para Columbia, Carolina do Sul, ocorreu como resultado de Cindy.
A maior precipitação total medida foi de 9,79 polegadas (249 mm) em Winnsboro, Carolina do Sul, embora fontes não oficiais a leste de Columbia, Carolina do Sul, tenham medido chuvas totais de até 15 polegadas (380 mm). marés variaram de 1 a 4 pés (0,30 a 1,2 m)   acima do normal. Um total de onze tornados foram relatados em associação com Cindy. Apenas uma morte direta foi causada por Cindy, além de cinco mortes indiretas. Poucos danos foram atribuídos ao furacão, exceto galhos de árvores derrubados e janelas quebradas. Danos causados por Cindy foram estimados em $ 75.000 (1959 USD).

### Carolina do Sul
Um motorista foi morto em Georgetown, na US Route 17, após colidir com uma árvore caída. Ao longo da rua principal de Georgetown, o rio Sampit atingiu o topo de suas margens, resultando em enchentes que afetaram os negócios na área. Em Georgetown, as marés foram de cerca de 2,5 pés (0,76 m)   acima do normal durante Cindy, enquanto em McClellanville, o ponto de desembarque, as marés foram de aproximadamente 4 pés (1,2 m) acima do normal. Em Folly Beach, Sullivan's Island e Isle of Palms, apenas 600 pessoas da população normal de aproximadamente 6.500 optaram por não evacuar.  Os fortes ventos que acompanharam Cindy quebraram galhos de árvores, quebraram algumas janelas, danificaram telhados e derrubaram a energia em Charleston, mas poucos outros danos foram causados. Vários pontos em todo o estado mediram pelo menos 3 polegadas (76 mm) de precipitação, incluindo Columbia, Charleston, Myrtle Beach e Sumter.
O rio Congaree aumentou dramaticamente perto de Columbia durante o furacão, onde as chuvas totalizaram 5,82 polegadas (148 mm), embora algumas fontes não oficiais confiáveis afirmem que o número é de 15 polegadas (380 mm) . Vários milhares buscaram segurança em abrigos da Cruz Vermelha em escolas e arsenais, embora o Departamento de Meteorologia tenha anunciado que era seguro para os evacuados em Charleston voltarem para suas casas logo após a tempestade chegar à costa. A maior parte da chuva produzida por Cindy foi benéfica para regiões atingidas pela seca, embora não o suficiente para fornecer alívio significativo.

### Em outros lugares

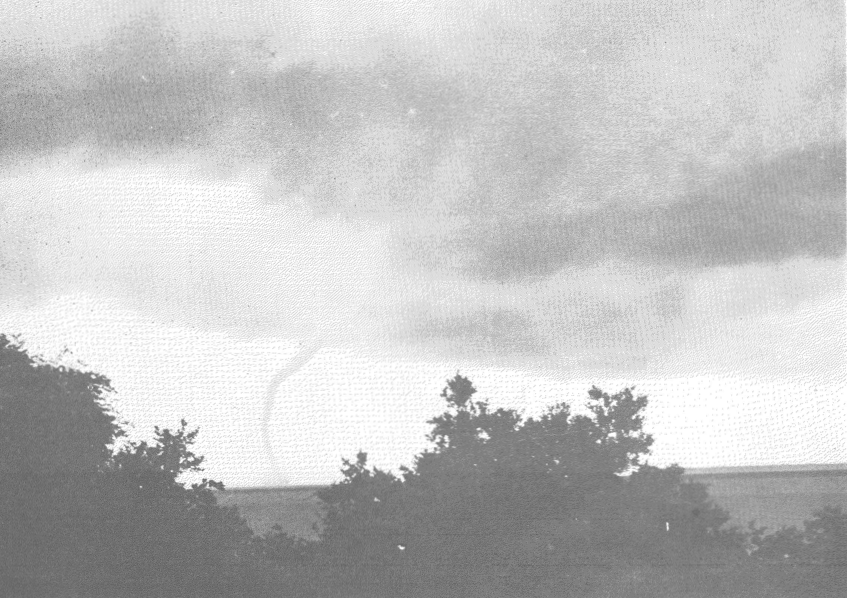
Um dos tornados em Nags Head

Conforme Cindy se mudou para o interior, tornados atingiram a Carolina do Norte, Virgínia e Maryland ao longo das faixas externas da tempestade. Um tornado foi observado perto de Nags Head por volta das 17:40 UTC em 10 de julho, e um segundo foi observado 25 minutos depois. Ambos os tornados causaram danos mínimos  - o primeiro danificou quatro edifícios e o segundo arrancou árvores e derrubou postes de energia. Além disso, duas trombas d'água foram observadas ao largo da costa da Carolina do Norte, das quais uma estava perto de New Topsail Beach no meio da manhã de 8 de julho e outra perto da balsa Sneads . Nenhum dano foi relatado nas trombas d'água.
Antes do desembarque da tempestade nas Carolinas, as marés em Wilmington, Carolina do Norte, eram de 2 pés (0,61 m) acima do normal; marés estavam próximas do mesmo nível em outras áreas da orla sul da Carolina do Norte. Na Nova Inglaterra, cinco mortes indiretas resultaram de acidentes de trânsito em rodovias como resultado das condições escorregadias nas estradas causadas pelas chuvas de Cindy. Em Boston, 2,37 polegadas (60 mm) de chuva foi medido, enquanto 2,85 polegadas (72 mm) caiu em Bedford. Entre as cidades de Atlantic City, New Jersey e Eastport, Maine, as marés eram 1 pé (0,30 m)   a 3 pés (0,91 m)   acima do normal. A precipitação no Meio-Atlântico atingiu o pico de 8,43 polegadas (214 mm)   na Floresta Estadual de Belleplain em Nova Jersey, enquanto a precipitação na Nova Inglaterra atingiu o pico de 3,85 polegadas (98 mm)   no Lago Konomoc, Connecticut . [24] [25] As chuvas também foram registradas na Geórgia, Delaware, Pensilvânia, Nova York, Connecticut, Rhode Island, Vermont, New Hampshire e Maine.
A maioria dos impactos no Canadá ocorreu após a transição do furacão para um ciclone extratropical. Cindy trouxe fortes ventos e chuvas torrenciais ao longo da costa da Nova Escócia . Muitos pequenos navios procuraram segurança, mas o navio Lady Godiva afundou perto de North West Arm ; as duas pessoas a bordo foram resgatadas posteriormente. Nenhum dano foi relatado na própria ilha. Em New Brunswick, até 2 polegadas (50 mm) de chuva foi produzida por Cindy, embora nenhum dano tenha sido relatado.